# Храм Димитрия Солунского (Средние Апочки)
Храм Великомученика Димитрия Солунского — православный храм в селе Средние Апочки Горшеченского района Курской области.

## История
До постройки кирпичной церкви в селе стоял деревянный храм в честь Димитрия Солунского. Новый храм был построен в 1811 году под руководством крестьянина Силы Васильевича Гладкова.
В 1831 году к церкви пристроили колокольню. В конце XIX века на колокольне храма находилось пять колоколов. Последний из них приобрели в 1882 году в Воронеже.
После прихода большевиков к власти колокольня была снесена, здание церкви использовали в хозяйственных нуждах. 21 июня 1938 года храм был закрыт. Во время оккупации в 1942 году его вновь открыли. В 1944 году приход церкви был официально зарегистрирован. 6 октября 1950 года под давлением Совета по делам РПЦ храм был закрыт.
15 мая 1989 года решением Курского областного Совета народных депутатов церковь передали Русской Православной Церкви.